# Sarny (Łódź)
Pour les articles homonymes, voir Sarny (homonymie).
Sarny est une localité polonaise de la gmina de Błaszki, située dans le powiat de Sieradz en voïvodie de Łódź.